# Søren Strunge
Søren Strunge er en dansk tidligere landsholdsrytter, der er verdensmester i mountainbike-orientering (MTBO).
Han har deltaget i fire verdensmesterskaber (VM) i 2005-2008 og to europamesterskaber (EM) i 2007 og 2009. Ved disse mesterskaber vandt han ud over guldmedaljen ved VM to VM-medaljer.
Søren Strunge, der har cyklet for Søllerød OK og senere for OK Pan Aarhus, vandt danmarksmesterskabet (DM) i 2005.

## Resultater i MTBO

### VM
Søren Strunge vandt mesterskabstitlen ved verdensmesterskabet i MTBO i Polen i 2008, idet han som afsluttende rytter på stafetten vandt guld sammen med Lasse Brun Pedersen og Torbjørn Gasbjerg.
Søren Strunge vandt herudover sølv på den individuelle mellemdistance.
Ved VM i Tjekkiet (2007) vandt Søren Strunge bronze, hvor han også var afsluttende rytter på stafetten med Lasse Brun Pedersen og Torbjørn Gasbjerg.

### DM
Søren Strunge vandt i 2005 DM på langdistancen i MTBO.
Herudover har Søren Strunge vundet guld på stafetten i 2009 og 2013. Begge gange var det sammen med et hold fra OK Pan Aarhus.
Medaljeoversigt ved danske mesterskaber
2013
- Guld, MTBO – Stafet (Kollerup)

2010
- Guld, MTBO – Stafet (Marbæk)

2005
- Guld, MTBO - Lang (Gribskov Vest)